# Pal·lene (satèl·lit)
Pal·lene, també conegut com a Saturn XXXIII (designació provisional S/2004 S 2 i S/1981 S 14), és un satèl·lit natural de Saturn. És una de les tres petites llunes conegudes com les alciònides que habiten entre les òrbites de Mimas i Encèlad.

## Descoberta

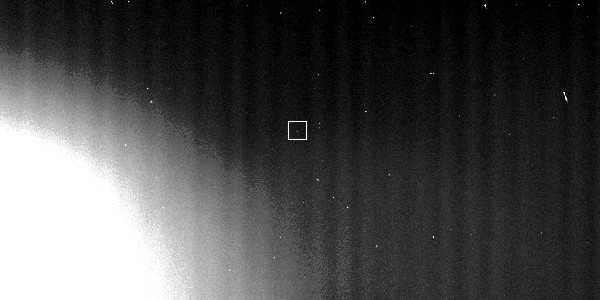
Imatge de la descoberta de Pal·lene del 2004, presa per la Cassini-Huygens.

Pal·lene fou descobert pel Cassini Imaging Team el 2004, durant la missió de la Cassini-Huygens. El 2005 el nom de Pal·lene fou aprovat provisionalment per la UAI, i va ser ratificat el 2006. El nom es refereix a Pal·lene, una de les alciònides, les set boniques filles del gegant Alcioneu.
Després de la seva descoberta el 2004, quan se li va donar el nom provisional de S/2004 S 2, els astrònoms es van adonar que Pal·lene ja havia estat fotografiat el 2004 per la Voyager 2. Havia aparegut en una fotografia del 23 d'agost del 1981, i havia estat anomenada provisionalment com S/1981 S 14; s'estimà que orbitava a uns 200.000 km de Saturn.

## Característiques astronòmiques
Pal·lene està visiblement afectada per una ressonància amb Encèlad, tot i que aquest efecte no és tan gran com el que té Mimas sobre Metone. El 2006, les imatges preses per la Cassini van permetre descobrir un anell de pols molt tènue al voltant de Saturn que comparteix òrbita amb Pal·lene; s'anomenà anell de Pal·lene. L'anell té un radi d'uns 2.500 km, i l'origen de la seva pols són partícules provinents d'impactes de meteorits sobre Pal·lene.